# PowerBook 170
Il PowerBook 170 è un computer portatile messo in commercio dalla Apple Inc. nell'ottobre 1991, accanto al PowerBook 100 e al PowerBook 140. Esternamente è identico al 140, e costituiva il modello superiore della linea originale dei PowerBook, disponendo di un processore Motorola 68030 più veloce a 25 MHz con Floating point unit (FPU), oltre a un più costoso, nonché di miglior qualità, display a matrice attiva da 10 pollici. Fu sostituito dal PowerBook 180 nell'agosto 1992.

## Caratteristiche
Mentre il PowerBook 100 è il discendente diretto del Macintosh Portable, essendo basato sulla stessa architettura interna, il 170 del Portable ne è l'erede. Il 170 è dotato di una versione completa dei Macintosh ed include virtualmente tutte le caratteristiche incorporate nel Portable originale, come un desktop di pari livello del periodo, ma con un design del case più piccolo. Creato per sostituire nel miglior modo il Portable, le uniche caratteristiche che la prima generazione del 170 non comprendeva nel suo spazio ridotto erano la porta video esterna, la ROM interna e la slot di espansione PDS. Certamente, la Apple aveva eliminato il proprio adattatore per il monitor esterno del Portable poco dopo che era stato annunciato, affidandosi invece per la soluzione ai numerosi fornitori di terze parti (ancora applicabile al 170) e le norme FCC dell'epoca impedivano un uso reale della slot PDS, vietando ogni connessione esterna.  Il 170 era anche senza la porte per il floppy disk esterno (all'epoca solo il Macintosh Classic II ne era ancora dotato) e non prevedette neanche una porta per un secondo floppy disk interno (caratteristica peraltro già assente per tutta la linea dei desktop in quel periodo). In generale aveva caratteristiche e prestazioni equivalenti a quelle del potente desktop Macintosh IIci in un laptop.
Il 170 fu immesso con il System 7.0.1, creato specificamente per gestire le caratteristiche di alimentazione ed altre caratteristiche hardware uniche presenti nel modello. Tuttavia, a causa dell'elevato prezzo delle RAM nel 1991, assieme all'altro prezzo già esistente prima, il 170, come anche il 100 & 140, aveva solo 2MB di RAM saldate direttamente sulla scheda logica, che creava problemi per l'uso con il System 7. Inoltre poiché le versioni localizzate del System 7 non erano disponibili in tutto il mondo, la versione giapponese del 6.0.7 KanjiTalk, fu modificata per supportare tutti i tre nuovi PowerBooks e prodotta come version J-6.0.7.1.
Il 170 fu fornito di una scheda di ulteriori 2 MB RAM già installata, in modo da ridurre i problemi, tuttavia 4 MB era la RAM minima raccomandata per usare il System 7 non usare il poco pratico RAM disk, una caratteristiche che faceva usare ulteriormente la batteria.

## Disegno
Anche se commercializzato sul mercato contemporaneamente al PowerBook 140 ed al PowerBook 100, sia il 140 che 170 furono progettati direttamente dalla Apple, mentre il 100 fu miniaturizzato dalla Sony partendo dal Macintosh Portable. Di conseguenza il 170 ed 140 rappresentano i primi notebook creati dalla Apple, e il 100 di fatto rappresenta il primo miglioramento nel progetto anche se la sua architettura interna è la più vecchia della serie.